# Coppa del Mediterraneo
La Coppa del Mediterraneo era una coppa riservata alle nazionali o alle nazionali B degli stati che si affacciano sul mar Mediterraneo, come l'Italia, l'Egitto, la Grecia, la Turchia, che furono le quattro partecipanti delle prime due edizioni (l'Italia giocava con la nazionale B), e nell'ultima edizione si aggiunsero la Spagna e la Francia (entrambe con la nazionale B). La prima edizione, l'unica con una sede fissa, Atene, fu giocata nel 1949, durò meno di un mese e fu vinta dall'Italia B. La seconda edizione durò tre anni, dal 1950 al 1953, e fu vinta nuovamente dall'Italia B. La terza e ultima edizione durò 5 anni, dal 1953 al 1958, e fu vinta dalla Spagna B.

## Vincitori
| Nazionale | Coppe vinte |
| --------- | ----------- |
| Italia B  | 2           |
| Spagna B  | 1           |

## Albo d'oro
| Edizione  | Città | Medaglia d'oro | Medaglia d'argento | Medaglia di bronzo |
| --------- | ----- | -------------- | ------------------ | ------------------ |
| 1949      | Atene | Italia         | Turchia            | Egitto             |
| 1950-1953 | -     | Italia         | Grecia             | Egitto             |
| 1953-1958 | -     | Spagna         | Francia            | Italia             |